# David Miranda (Radsportler)
David Arnulfo Miranda (* 10. Dezember 1942 in Santa Ana) ist ein ehemaliger salvadorianischer Radrennfahrer.

## Sportliche Laufbahn
Miranda war im Straßenradsport aktiv. Er war Teilnehmer der Olympischen Sommerspiele 1968 in Mexiko-Stadt.
Das olympische Straßenrennen beendete er beim Sieg von Pierfranco Vianelli nicht. Über sein weiteres Leben und sportlichen Erfolge ist nichts bekannt.